# 소모사과스 수르역
소모사과스 수르 역(스페인어: Somosaguas Sur)은 마드리드 경전철 2호선의 역이다. 마드리드 지방 포수엘로데알라르콘 시의 소모사과스 지역에 있는 베리타스 거리 지하에 있다. 요금구역상으로는 B1구역에 속한다.

## 역사
2007년 7월 27일 마드리드 경전철 2호선의 개통과 함께 문을 열었으며, 2호선 역 중에서 지하에 위치한 세 역 중 한 곳이다.

## 환승 정보
역 주변에 시외버스 정류장이 두 곳 있다.
버스
- 시외버스
  - 564번 노선 (주간)

경전철
| 마드리드 경전철                | 마드리드 경전철       | 마드리드 경전철            |
| ------------------------------ | --------------------- | -------------------------- |
| 프라도 델 레이 콜로니아 하르딘 | 마드리드 경전철 2호선 | 소모사과스 센트로 아라바카 |